# Туркмено-узбекские отношения
Дипломатические отношения между Туркменистаном и Узбекистаном установлены 7 февраля 1993. Страны объединяют общие исторические и гуманитарные ценности. За годы сотрудничества между странами налажено прочное партнерство на основе системного и целенаправленного диалога по различным направлениям межгосударственного взаимодействия.
Узбекистан имеет посольство в Ашхабаде. Туркменистан имеет посольство в Ташкенте.
Узбекистан является членом Организации тюркских государств, в то время как Туркменистан имеет статус наблюдателя. Также Узбекистан входит в СНГ, а Туркменистан является ассоциированным членом. 

## История
Государственный визит Президента Республики Узбекистан Ислама Каримова в Туркменистан в октябре 2007 года и государственный визит Президента Туркменистана Гурбангулы Бердымухамедова в Узбекистан в марте 2008 года стали важными этапами в позитивной динамике туркмено-узбекских отношений и заложили принципиально новые основы двустороннего сотрудничества.
Последующие встречи Президента Туркменистана Гурбангулы Бердымухамедова и Президента Республики Узбекистан Ислама Каримова также свидетельствуют о конструктивизме и последовательности туркмено-узбекского взаимодействия на международной арене. Официальный визит Президента Туркменистана Гурбангулы Бердымухамедова в Ташкент в феврале 2009 года интенсифицировал процесс реализации достигнутых ранее договоренностей. Насыщенная программа пребывания лидера Туркменистана в Узбекистане ещё раз продемонстрировала стратегический характер сотрудничества двух государств.

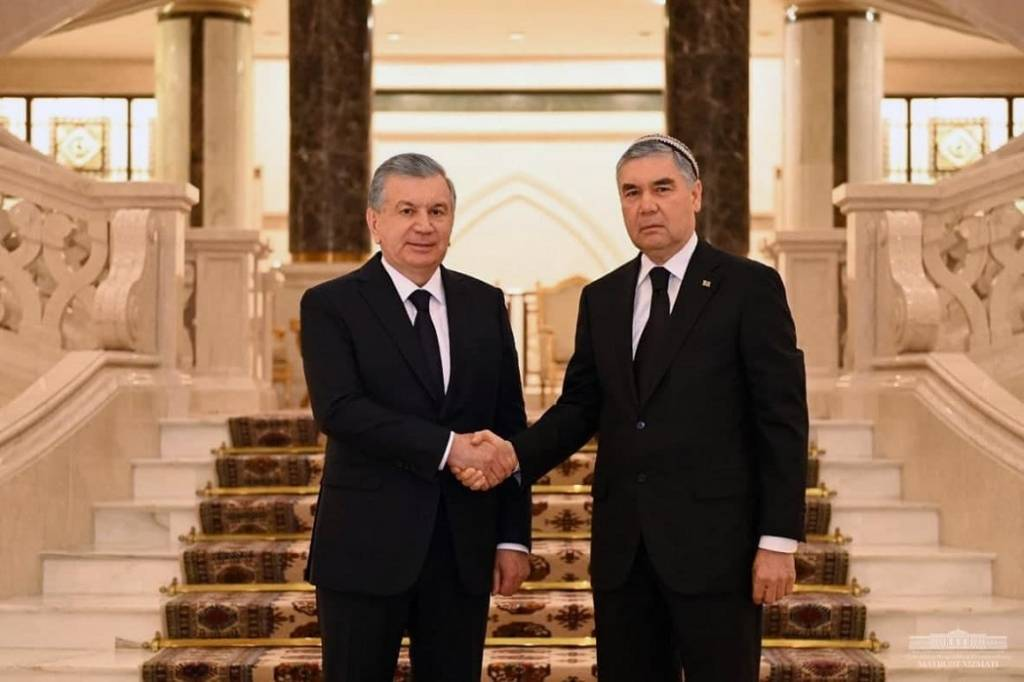
Шавкат Мирзиёев и Гурбангулы Бердымухаммедов, апрель 2021 г.

В октябре 2012 года в Ашхабаде прошли переговоры Президента Туркменистана Гурбангулы Бердымухамедова и Президента Республики Узбекистан Ислама Каримова, были обсуждены вопросы развития торгово-экономического сотрудничества, ситуацию в Афганистане и в регионе в целом, проблему использования ресурсов трансграничных рек в Средней Азии и ряд других вопросов.

## Культурное сотрудничество
В октябре 2010 года приводился Фестиваль дружбы туркменского и узбекского народов в Дашогузе.

## Посольство в Узбекистане
Посольство Туркменистана в Узбекистане (г. Ташкент) открылось в 1996 году. В настоящее время Посольство расположено по адресу: г. Ташкент, ул. Афросиаб, д. 19.
С июля 2018 года Посольство возглавляет Чрезвычайный и Полномочный Посол Туркменистана в Язкули Мамедов.

### Послы
1. Пирмухаммедов, Солтан (23.02.1996 — 25.05.2012)
2. Шириев, Шири (25.05.2012 — 27.07.2018)
3. Мамедов, Язкули (27.07.2018—н. в.)

## Посольство в Туркменистане
Посольство Узбекистана в Туркменистане (г. Ашхабад) открылось в 1995 году. В настоящее время Посольство расположено по адресу: г. Ашхабад, пр. Гарашсызлык, д. 4/3.
С мая 2016 года Посольство возглавляет Чрезвычайный и Полномочный Посол Республики Узбекистан в Туркменистане Акмалжон Кучкаров.

### Послы
1. Абдулахат Джалилов (1995—1999)
2. Абдурашид Кадыров (1999—2002)
3. Алишер Кадыров (2005—2009)
4. Шерзод Файзиев (2009—2012)
5. Джавхар Изамов (2012—2016)
6. Акмалжон Кучкаров (2016—н. в.)